# Eugenia arrabidae
Eugenia arrabidae är en myrtenväxtart som beskrevs av Otto Karl Berg. Eugenia arrabidae ingår i släktet Eugenia och familjen myrtenväxter. Inga underarter finns listade i Catalogue of Life.